# IC 4593
Étoile
Nébuleuse planétaire
IC 4593 est une nébuleuse planétaire dans la constellation d'Hercule.
- Ascension droite : 16h 10m 24s
- Déclinaison : 12° 7′
- Taille : 0,3'
- Magnitude : 10

Nébuleuse planétaire légèrement ovalisée.
Très petite nébuleuse qui reste stellaire dans un 200 mm avec un faible grossissement, mais qui devient planétaire, très condensée et bien définie, si l'on passe à 300 fois de grossissement ou que l'on augmente le diamètre du télescope.